# Lista över NHL-lagens utveckling
Den nordamerikanska professionella ishockeyligan National Hockey League, NHL, har en lång historia som sträcker sig ända från 1910-talet. Av de nuvarande lagen har endast Montreal Canadiens och Toronto Maple Leafs varit med från början, även om Torontoklubben använde andra namn på sitt hockeylag de första åren. 
Under flera årtionden bestod ligan enbart av sex lag, de så kallade Original Six, Montreal Canadiens, Toronto Maple Leafs, Boston Bruins, Chicago Blackhawks, Detroit Red Wings och New York Rangers. Efter flera expansioner av ligan och flera flyttar av existerande lag har NHL idag 32 lag. Den senaste förändringen skedde inför säsongstarten 2017 då Vegas Golden Knights kom till. Till säsongen 2021-2022 anslöt även Seattle Kraken till NHL.
Tabellen nedan illustrerar vilka klubbar som spelat i NHL år för år och eventuella flyttar och namnbyten som lett fram till dagens sammansättning av ligan.

## 1910–1940-talen
| 1910-talet | 1910-talet | 1910-talet | 1910-talet | 1910-talet | 1910-talet | 1910-talet | 1910-talet         | 1910-talet      | 1910-talet           | 1920-talet           | 1920-talet           | 1920-talet           | 1920-talet           | 1920-talet           | 1920-talet           | 1920-talet           | 1920-talet          | 1920-talet          | 1920-talet          | 1930-talet           | 1930-talet          | 1930-talet          | 1930-talet          | 1930-talet          | 1930-talet          | 1930-talet          | 1930-talet          | 1930-talet          | 1930-talet          | 1940-talet          | 1940-talet          | 1940-talet          | 1940-talet          | 1940-talet          | 1940-talet          | 1940-talet          | 1940-talet          | 1940-talet          | 1940-talet          |
| ---------- | ---------- | ---------- | ---------- | ---------- | ---------- | ---------- | ------------------ | --------------- | -------------------- | -------------------- | -------------------- | -------------------- | -------------------- | -------------------- | -------------------- | -------------------- | ------------------- | ------------------- | ------------------- | -------------------- | ------------------- | ------------------- | ------------------- | ------------------- | ------------------- | ------------------- | ------------------- | ------------------- | ------------------- | ------------------- | ------------------- | ------------------- | ------------------- | ------------------- | ------------------- | ------------------- | ------------------- | ------------------- | ------------------- |
| 0          | 1          | 2          | 3          | 4          | 5          | 6          | 7                  | 8               | 9                    | 0                    | 1                    | 2                    | 3                    | 4                    | 5                    | 6                    | 7                   | 8                   | 9                   | 0                    | 1                   | 2                   | 3                   | 4                   | 5                   | 6                   | 7                   | 8                   | 9                   | 0                   | 1                   | 2                   | 3                   | 4                   | 5                   | 6                   | 7                   | 8                   | 9                   |
|            |            |            |            |            |            |            | Montreal Canadiens |                 |                      |                      |                      |                      |                      |                      |                      |                      |                     |                     |                     |                      |                     |                     |                     |                     |                     |                     |                     |                     |                     |                     |                     |                     |                     |                     |                     |                     |                     |                     |                     |
|            |            |            |            |            |            |            | Montreal Wanderers |                 |                      |                      |                      |                      |                      |                      |                      |                      |                     |                     |                     |                      |                     |                     |                     |                     |                     |                     |                     |                     |                     |                     |                     |                     |                     |                     |                     |                     |                     |                     |                     |
|            |            |            |            |            |            |            | Ottawa Senators    | Ottawa Senators | Ottawa Senators      | Ottawa Senators      | Ottawa Senators      | Ottawa Senators      | Ottawa Senators      | Ottawa Senators      | Ottawa Senators      | Ottawa Senators      | Ottawa Senators     | Ottawa Senators     | Ottawa Senators     | Ottawa Senators      | Ottawa Senators     | Ottawa Senators     | Ottawa Senators     | St. Louis Eagles    |                     |                     |                     |                     |                     |                     |                     |                     |                     |                     |                     |                     |                     |                     |                     |
|            |            |            |            |            |            |            | Toronto Arenas     | Toronto Arenas  | Toronto St. Patricks | Toronto St. Patricks | Toronto St. Patricks | Toronto St. Patricks | Toronto St. Patricks | Toronto St. Patricks | Toronto St. Patricks | Toronto St. Patricks | Toronto Maple Leafs | Toronto Maple Leafs | Toronto Maple Leafs | Toronto Maple Leafs  | Toronto Maple Leafs | Toronto Maple Leafs | Toronto Maple Leafs | Toronto Maple Leafs | Toronto Maple Leafs | Toronto Maple Leafs | Toronto Maple Leafs | Toronto Maple Leafs | Toronto Maple Leafs | Toronto Maple Leafs | Toronto Maple Leafs | Toronto Maple Leafs | Toronto Maple Leafs | Toronto Maple Leafs | Toronto Maple Leafs | Toronto Maple Leafs | Toronto Maple Leafs | Toronto Maple Leafs | Toronto Maple Leafs |
|            |            |            |            |            |            |            |                    |                 | Quebec Bulldogs      | Hamilton Tigers      | Hamilton Tigers      | Hamilton Tigers      | Hamilton Tigers      | Hamilton Tigers      | NY Americans         | NY Americans         | NY Americans        | NY Americans        | NY Americans        | NY Americans         | NY Americans        | NY Americans        | NY Americans        | NY Americans        | NY Americans        | NY Americans        | NY Americans        | NY Americans        | NY Americans        | NY Americans        | Brooklyn Americans  |                     |                     |                     |                     |                     |                     |                     |                     |
|            |            |            |            |            |            |            |                    |                 |                      |                      |                      |                      |                      | Boston Bruins        |                      |                      |                     |                     |                     |                      |                     |                     |                     |                     |                     |                     |                     |                     |                     |                     |                     |                     |                     |                     |                     |                     |                     |                     |                     |
|            |            |            |            |            |            |            |                    |                 |                      |                      |                      |                      |                      | Montreal Maroons     |                      |                      |                     |                     |                     |                      |                     |                     |                     |                     |                     |                     |                     |                     |                     |                     |                     |                     |                     |                     |                     |                     |                     |                     |                     |
|            |            |            |            |            |            |            |                    |                 |                      |                      |                      |                      |                      |                      | Pittsburgh Pirates   | Pittsburgh Pirates   | Pittsburgh Pirates  | Pittsburgh Pirates  | Pittsburgh Pirates  | Philadelphia Quakers |                     |                     |                     |                     |                     |                     |                     |                     |                     |                     |                     |                     |                     |                     |                     |                     |                     |                     |                     |
|            |            |            |            |            |            |            |                    |                 |                      |                      |                      |                      |                      |                      |                      | Chicago Black Hawks  |                     |                     |                     |                      |                     |                     |                     |                     |                     |                     |                     |                     |                     |                     |                     |                     |                     |                     |                     |                     |                     |                     |                     |
|            |            |            |            |            |            |            |                    |                 |                      |                      |                      |                      |                      |                      |                      | Detroit Cougars      | Detroit Cougars     | Detroit Cougars     | Detroit Cougars     | Detroit Falcons      | Detroit Falcons     | Detroit Red Wings   | Detroit Red Wings   | Detroit Red Wings   | Detroit Red Wings   | Detroit Red Wings   | Detroit Red Wings   | Detroit Red Wings   | Detroit Red Wings   | Detroit Red Wings   | Detroit Red Wings   | Detroit Red Wings   | Detroit Red Wings   | Detroit Red Wings   | Detroit Red Wings   | Detroit Red Wings   | Detroit Red Wings   | Detroit Red Wings   | Detroit Red Wings   |
|            |            |            |            |            |            |            |                    |                 |                      |                      |                      |                      |                      |                      |                      | New York Rangers     |                     |                     |                     |                      |                     |                     |                     |                     |                     |                     |                     |                     |                     |                     |                     |                     |                     |                     |                     |                     |                     |                     |                     |
| 0          | 1          | 2          | 3          | 4          | 5          | 6          | 7                  | 8               | 9                    | 0                    | 1                    | 2                    | 3                    | 4                    | 5                    | 6                    | 7                   | 8                   | 9                   | 0                    | 1                   | 2                   | 3                   | 4                   | 5                   | 6                   | 7                   | 8                   | 9                   | 0                   | 1                   | 2                   | 3                   | 4                   | 5                   | 6                   | 7                   | 8                   | 9                   |

## 1950–1980-talen
| 1950-talet          | 1950-talet          | 1950-talet          | 1950-talet          | 1950-talet          | 1950-talet          | 1950-talet          | 1950-talet          | 1950-talet          | 1950-talet          | 1960-talet          | 1960-talet          | 1960-talet          | 1960-talet          | 1960-talet          | 1960-talet          | 1960-talet          | 1960-talet            | 1960-talet            | 1960-talet            | 1970-talet              | 1970-talet              | 1970-talet              | 1970-talet              | 1970-talet              | 1970-talet              | 1970-talet            | 1970-talet            | 1970-talet            | 1970-talet            | 1980-talet            | 1980-talet            | 1980-talet            | 1980-talet            | 1980-talet            | 1980-talet            | 1980-talet            | 1980-talet            | 1980-talet            | 1980-talet            |
| ------------------- | ------------------- | ------------------- | ------------------- | ------------------- | ------------------- | ------------------- | ------------------- | ------------------- | ------------------- | ------------------- | ------------------- | ------------------- | ------------------- | ------------------- | ------------------- | ------------------- | --------------------- | --------------------- | --------------------- | ----------------------- | ----------------------- | ----------------------- | ----------------------- | ----------------------- | ----------------------- | --------------------- | --------------------- | --------------------- | --------------------- | --------------------- | --------------------- | --------------------- | --------------------- | --------------------- | --------------------- | --------------------- | --------------------- | --------------------- | --------------------- |
| 0                   | 1                   | 2                   | 3                   | 4                   | 5                   | 6                   | 7                   | 8                   | 9                   | 0                   | 1                   | 2                   | 3                   | 4                   | 5                   | 6                   | 7                     | 8                     | 9                     | 0                       | 1                       | 2                       | 3                       | 4                       | 5                       | 6                     | 7                     | 8                     | 9                     | 0                     | 1                     | 2                     | 3                     | 4                     | 5                     | 6                     | 7                     | 8                     | 9                     |
| Montreal Canadiens  |                     |                     |                     |                     |                     |                     |                     |                     |                     |                     |                     |                     |                     |                     |                     |                     |                       |                       |                       |                         |                         |                         |                         |                         |                         |                       |                       |                       |                       |                       |                       |                       |                       |                       |                       |                       |                       |                       |                       |
| Toronto Maple Leafs |                     |                     |                     |                     |                     |                     |                     |                     |                     |                     |                     |                     |                     |                     |                     |                     |                       |                       |                       |                         |                         |                         |                         |                         |                         |                       |                       |                       |                       |                       |                       |                       |                       |                       |                       |                       |                       |                       |                       |
| Boston Bruins       |                     |                     |                     |                     |                     |                     |                     |                     |                     |                     |                     |                     |                     |                     |                     |                     |                       |                       |                       |                         |                         |                         |                         |                         |                         |                       |                       |                       |                       |                       |                       |                       |                       |                       |                       |                       |                       |                       |                       |
| Chicago Black Hawks | Chicago Black Hawks | Chicago Black Hawks | Chicago Black Hawks | Chicago Black Hawks | Chicago Black Hawks | Chicago Black Hawks | Chicago Black Hawks | Chicago Black Hawks | Chicago Black Hawks | Chicago Black Hawks | Chicago Black Hawks | Chicago Black Hawks | Chicago Black Hawks | Chicago Black Hawks | Chicago Black Hawks | Chicago Black Hawks | Chicago Black Hawks   | Chicago Black Hawks   | Chicago Black Hawks   | Chicago Black Hawks     | Chicago Black Hawks     | Chicago Black Hawks     | Chicago Black Hawks     | Chicago Black Hawks     | Chicago Black Hawks     | Chicago Black Hawks   | Chicago Black Hawks   | Chicago Black Hawks   | Chicago Black Hawks   | Chicago Black Hawks   | Chicago Black Hawks   | Chicago Black Hawks   | Chicago Black Hawks   | Chicago Black Hawks   | Chicago Black Hawks   | Chicago Blackhawks    | Chicago Blackhawks    | Chicago Blackhawks    | Chicago Blackhawks    |
| Detroit Red Wings   |                     |                     |                     |                     |                     |                     |                     |                     |                     |                     |                     |                     |                     |                     |                     |                     |                       |                       |                       |                         |                         |                         |                         |                         |                         |                       |                       |                       |                       |                       |                       |                       |                       |                       |                       |                       |                       |                       |                       |
| New York Rangers    |                     |                     |                     |                     |                     |                     |                     |                     |                     |                     |                     |                     |                     |                     |                     |                     |                       |                       |                       |                         |                         |                         |                         |                         |                         |                       |                       |                       |                       |                       |                       |                       |                       |                       |                       |                       |                       |                       |                       |
|                     |                     |                     |                     |                     |                     |                     |                     |                     |                     |                     |                     |                     |                     |                     |                     |                     | Los Angeles Kings     |                       |                       |                         |                         |                         |                         |                         |                         |                       |                       |                       |                       |                       |                       |                       |                       |                       |                       |                       |                       |                       |                       |
|                     |                     |                     |                     |                     |                     |                     |                     |                     |                     |                     |                     |                     |                     |                     |                     |                     | Minnesota North Stars | Minnesota North Stars | Minnesota North Stars | Minnesota North Stars   | Minnesota North Stars   | Minnesota North Stars   | Minnesota North Stars   | Minnesota North Stars   | Minnesota North Stars   | Minnesota North Stars | Minnesota North Stars | Minnesota North Stars | Minnesota North Stars | Minnesota North Stars | Minnesota North Stars | Minnesota North Stars | Minnesota North Stars | Minnesota North Stars | Minnesota North Stars | Minnesota North Stars | Minnesota North Stars | Minnesota North Stars | Minnesota North Stars |
|                     |                     |                     |                     |                     |                     |                     |                     |                     |                     |                     |                     |                     |                     |                     |                     |                     | California Seals      | Oakland Seals         | Oakland Seals         | California Golden Seals | California Golden Seals | California Golden Seals | California Golden Seals | California Golden Seals | California Golden Seals | Cleveland Barons      | Cleveland Barons      | Minnesota North Stars | Minnesota North Stars | Minnesota North Stars | Minnesota North Stars | Minnesota North Stars | Minnesota North Stars | Minnesota North Stars | Minnesota North Stars | Minnesota North Stars | Minnesota North Stars | Minnesota North Stars | Minnesota North Stars |
|                     |                     |                     |                     |                     |                     |                     |                     |                     |                     |                     |                     |                     |                     |                     |                     |                     | Philadelphia Flyers   |                       |                       |                         |                         |                         |                         |                         |                         |                       |                       |                       |                       |                       |                       |                       |                       |                       |                       |                       |                       |                       |                       |
|                     |                     |                     |                     |                     |                     |                     |                     |                     |                     |                     |                     |                     |                     |                     |                     |                     | Pittsburgh Penguins   |                       |                       |                         |                         |                         |                         |                         |                         |                       |                       |                       |                       |                       |                       |                       |                       |                       |                       |                       |                       |                       |                       |
|                     |                     |                     |                     |                     |                     |                     |                     |                     |                     |                     |                     |                     |                     |                     |                     |                     | St. Louis Blues       |                       |                       |                         |                         |                         |                         |                         |                         |                       |                       |                       |                       |                       |                       |                       |                       |                       |                       |                       |                       |                       |                       |
|                     |                     |                     |                     |                     |                     |                     |                     |                     |                     |                     |                     |                     |                     |                     |                     |                     |                       |                       |                       | Buffalo Sabres          |                         |                         |                         |                         |                         |                       |                       |                       |                       |                       |                       |                       |                       |                       |                       |                       |                       |                       |                       |
|                     |                     |                     |                     |                     |                     |                     |                     |                     |                     |                     |                     |                     |                     |                     |                     |                     |                       |                       |                       | Vancouver Canucks       |                         |                         |                         |                         |                         |                       |                       |                       |                       |                       |                       |                       |                       |                       |                       |                       |                       |                       |                       |
|                     |                     |                     |                     |                     |                     |                     |                     |                     |                     |                     |                     |                     |                     |                     |                     |                     |                       |                       |                       |                         |                         | Atlanta Flames          | Atlanta Flames          | Atlanta Flames          | Atlanta Flames          | Atlanta Flames        | Atlanta Flames        | Atlanta Flames        | Atlanta Flames        | Calgary Flames        | Calgary Flames        | Calgary Flames        | Calgary Flames        | Calgary Flames        | Calgary Flames        | Calgary Flames        | Calgary Flames        | Calgary Flames        | Calgary Flames        |
|                     |                     |                     |                     |                     |                     |                     |                     |                     |                     |                     |                     |                     |                     |                     |                     |                     |                       |                       |                       |                         |                         | New York Islanders      |                         |                         |                         |                       |                       |                       |                       |                       |                       |                       |                       |                       |                       |                       |                       |                       |                       |
|                     |                     |                     |                     |                     |                     |                     |                     |                     |                     |                     |                     |                     |                     |                     |                     |                     |                       |                       |                       |                         |                         |                         |                         | KC Scouts               | KC Scouts               | Colorado Rockies      | Colorado Rockies      | Colorado Rockies      | Colorado Rockies      | Colorado Rockies      | Colorado Rockies      | New Jersey Devils     | New Jersey Devils     | New Jersey Devils     | New Jersey Devils     | New Jersey Devils     | New Jersey Devils     | New Jersey Devils     | New Jersey Devils     |
|                     |                     |                     |                     |                     |                     |                     |                     |                     |                     |                     |                     |                     |                     |                     |                     |                     |                       |                       |                       |                         |                         |                         |                         | Washington Capitals     |                         |                       |                       |                       |                       |                       |                       |                       |                       |                       |                       |                       |                       |                       |                       |
|                     |                     |                     |                     |                     |                     |                     |                     |                     |                     |                     |                     |                     |                     |                     |                     |                     |                       |                       |                       |                         |                         |                         |                         |                         |                         |                       |                       |                       | Edmonton Oilers       |                       |                       |                       |                       |                       |                       |                       |                       |                       |                       |
|                     |                     |                     |                     |                     |                     |                     |                     |                     |                     |                     |                     |                     |                     |                     |                     |                     |                       |                       |                       |                         |                         |                         |                         |                         |                         |                       |                       |                       | Hartford Whalers      |                       |                       |                       |                       |                       |                       |                       |                       |                       |                       |
|                     |                     |                     |                     |                     |                     |                     |                     |                     |                     |                     |                     |                     |                     |                     |                     |                     |                       |                       |                       |                         |                         |                         |                         |                         |                         |                       |                       |                       | Quebec Nordiques      |                       |                       |                       |                       |                       |                       |                       |                       |                       |                       |
|                     |                     |                     |                     |                     |                     |                     |                     |                     |                     |                     |                     |                     |                     |                     |                     |                     |                       |                       |                       |                         |                         |                         |                         |                         |                         |                       |                       |                       | Winnipeg Jets         |                       |                       |                       |                       |                       |                       |                       |                       |                       |                       |
| 0                   | 1                   | 2                   | 3                   | 4                   | 5                   | 6                   | 7                   | 8                   | 9                   | 0                   | 1                   | 2                   | 3                   | 4                   | 5                   | 6                   | 7                     | 8                     | 9                     | 0                       | 1                       | 2                       | 3                       | 4                       | 5                       | 6                     | 7                     | 8                     | 9                     | 0                     | 1                     | 2                     | 3                     | 4                     | 5                     | 6                     | 7                     | 8                     | 9                     |

## 1990–2020-talen
| 0                     | 1                     | 2                     | 3                       | 4                       | 5                       | 6                       | 7                       | 8                       | 9                       | 0                       | 1                       | 2                       | 3                       | 4                       | 5                       | 6                   | 7                   | 8                   | 9                   | 0                   | 1                   | 2                   | 3                   | 4                   | 5                   | 6                   | 7                    | 8                   | 9                   | 0                   | 1                   | 2                   | 3                   | 4                   | 5                   | 6                   | 7                   | 8                   | 9                   |  |  |  |
| Montreal Canadiens    |                       |                       |                         |                         |                         |                         |                         |                         |                         |                         |                         |                         |                         |                         |                         |                     |                     |                     |                     |                     |                     |                     |                     |                     |                     |                     |                      |                     |                     |                     |                     |                     |                     |                     |                     |                     |                     |                     |                     |  |  |  |
| Toronto Maple Leafs   |                       |                       |                         |                         |                         |                         |                         |                         |                         |                         |                         |                         |                         |                         |                         |                     |                     |                     |                     |                     |                     |                     |                     |                     |                     |                     |                      |                     |                     |                     |                     |                     |                     |                     |                     |                     |                     |                     |                     |  |  |  |
| Boston Bruins         |                       |                       |                         |                         |                         |                         |                         |                         |                         |                         |                         |                         |                         |                         |                         |                     |                     |                     |                     |                     |                     |                     |                     |                     |                     |                     |                      |                     |                     |                     |                     |                     |                     |                     |                     |                     |                     |                     |                     |  |  |  |
| Chicago Blackhawks    |                       |                       |                         |                         |                         |                         |                         |                         |                         |                         |                         |                         |                         |                         |                         |                     |                     |                     |                     |                     |                     |                     |                     |                     |                     |                     |                      |                     |                     |                     |                     |                     |                     |                     |                     |                     |                     |                     |                     |  |  |  |
| Detroit Red Wings     |                       |                       |                         |                         |                         |                         |                         |                         |                         |                         |                         |                         |                         |                         |                         |                     |                     |                     |                     |                     |                     |                     |                     |                     |                     |                     |                      |                     |                     |                     |                     |                     |                     |                     |                     |                     |                     |                     |                     |  |  |  |
| New York Rangers      |                       |                       |                         |                         |                         |                         |                         |                         |                         |                         |                         |                         |                         |                         |                         |                     |                     |                     |                     |                     |                     |                     |                     |                     |                     |                     |                      |                     |                     |                     |                     |                     |                     |                     |                     |                     |                     |                     |                     |  |  |  |
| Los Angeles Kings     |                       |                       |                         |                         |                         |                         |                         |                         |                         |                         |                         |                         |                         |                         |                         |                     |                     |                     |                     |                     |                     |                     |                     |                     |                     |                     |                      |                     |                     |                     |                     |                     |                     |                     |                     |                     |                     |                     |                     |  |  |  |
| Minnesota North Stars | Minnesota North Stars | Minnesota North Stars | Dallas Stars            | Dallas Stars            | Dallas Stars            | Dallas Stars            | Dallas Stars            | Dallas Stars            | Dallas Stars            | Dallas Stars            | Dallas Stars            | Dallas Stars            | Dallas Stars            | Dallas Stars            | Dallas Stars            | Dallas Stars        | Dallas Stars        | Dallas Stars        | Dallas Stars        | Dallas Stars        | Dallas Stars        | Dallas Stars        | Dallas Stars        | Dallas Stars        | Dallas Stars        | Dallas Stars        | Dallas Stars         | Dallas Stars        | Dallas Stars        | Dallas Stars        | Dallas Stars        | Dallas Stars        | Dallas Stars        | Dallas Stars        | Dallas Stars        | Dallas Stars        | Dallas Stars        | Dallas Stars        | Dallas Stars        |  |  |  |
| Philadelphia Flyers   |                       |                       |                         |                         |                         |                         |                         |                         |                         |                         |                         |                         |                         |                         |                         |                     |                     |                     |                     |                     |                     |                     |                     |                     |                     |                     |                      |                     |                     |                     |                     |                     |                     |                     |                     |                     |                     |                     |                     |  |  |  |
| Pittsburgh Penguins   |                       |                       |                         |                         |                         |                         |                         |                         |                         |                         |                         |                         |                         |                         |                         |                     |                     |                     |                     |                     |                     |                     |                     |                     |                     |                     |                      |                     |                     |                     |                     |                     |                     |                     |                     |                     |                     |                     |                     |  |  |  |
| St. Louis Blues       |                       |                       |                         |                         |                         |                         |                         |                         |                         |                         |                         |                         |                         |                         |                         |                     |                     |                     |                     |                     |                     |                     |                     |                     |                     |                     |                      |                     |                     |                     |                     |                     |                     |                     |                     |                     |                     |                     |                     |  |  |  |
| Buffalo Sabres        |                       |                       |                         |                         |                         |                         |                         |                         |                         |                         |                         |                         |                         |                         |                         |                     |                     |                     |                     |                     |                     |                     |                     |                     |                     |                     |                      |                     |                     |                     |                     |                     |                     |                     |                     |                     |                     |                     |                     |  |  |  |
| Vancouver Canucks     |                       |                       |                         |                         |                         |                         |                         |                         |                         |                         |                         |                         |                         |                         |                         |                     |                     |                     |                     |                     |                     |                     |                     |                     |                     |                     |                      |                     |                     |                     |                     |                     |                     |                     |                     |                     |                     |                     |                     |  |  |  |
| Calgary Flames        |                       |                       |                         |                         |                         |                         |                         |                         |                         |                         |                         |                         |                         |                         |                         |                     |                     |                     |                     |                     |                     |                     |                     |                     |                     |                     |                      |                     |                     |                     |                     |                     |                     |                     |                     |                     |                     |                     |                     |  |  |  |
| New York Islanders    |                       |                       |                         |                         |                         |                         |                         |                         |                         |                         |                         |                         |                         |                         |                         |                     |                     |                     |                     |                     |                     |                     |                     |                     |                     |                     |                      |                     |                     |                     |                     |                     |                     |                     |                     |                     |                     |                     |                     |  |  |  |
| New Jersey Devils     |                       |                       |                         |                         |                         |                         |                         |                         |                         |                         |                         |                         |                         |                         |                         |                     |                     |                     |                     |                     |                     |                     |                     |                     |                     |                     |                      |                     |                     |                     |                     |                     |                     |                     |                     |                     |                     |                     |                     |  |  |  |
| Washington Capitals   |                       |                       |                         |                         |                         |                         |                         |                         |                         |                         |                         |                         |                         |                         |                         |                     |                     |                     |                     |                     |                     |                     |                     |                     |                     |                     |                      |                     |                     |                     |                     |                     |                     |                     |                     |                     |                     |                     |                     |  |  |  |
| Edmonton Oilers       |                       |                       |                         |                         |                         |                         |                         |                         |                         |                         |                         |                         |                         |                         |                         |                     |                     |                     |                     |                     |                     |                     |                     |                     |                     |                     |                      |                     |                     |                     |                     |                     |                     |                     |                     |                     |                     |                     |                     |  |  |  |
| Hartford Whalers      | Hartford Whalers      | Hartford Whalers      | Hartford Whalers        | Hartford Whalers        | Hartford Whalers        | Hartford Whalers        | Carolina Hurricanes     | Carolina Hurricanes     | Carolina Hurricanes     | Carolina Hurricanes     | Carolina Hurricanes     | Carolina Hurricanes     | Carolina Hurricanes     | Carolina Hurricanes     | Carolina Hurricanes     | Carolina Hurricanes | Carolina Hurricanes | Carolina Hurricanes | Carolina Hurricanes | Carolina Hurricanes | Carolina Hurricanes | Carolina Hurricanes | Carolina Hurricanes | Carolina Hurricanes | Carolina Hurricanes | Carolina Hurricanes | Carolina Hurricanes  | Carolina Hurricanes | Carolina Hurricanes | Carolina Hurricanes | Carolina Hurricanes | Carolina Hurricanes | Carolina Hurricanes | Carolina Hurricanes | Carolina Hurricanes | Carolina Hurricanes | Carolina Hurricanes | Carolina Hurricanes | Carolina Hurricanes |  |  |  |
| Quebec Nordiques      | Quebec Nordiques      | Quebec Nordiques      | Quebec Nordiques        | Quebec Nordiques        | Colorado Avalanche      | Colorado Avalanche      | Colorado Avalanche      | Colorado Avalanche      | Colorado Avalanche      | Colorado Avalanche      | Colorado Avalanche      | Colorado Avalanche      | Colorado Avalanche      | Colorado Avalanche      | Colorado Avalanche      | Colorado Avalanche  | Colorado Avalanche  | Colorado Avalanche  | Colorado Avalanche  | Colorado Avalanche  | Colorado Avalanche  | Colorado Avalanche  | Colorado Avalanche  | Colorado Avalanche  | Colorado Avalanche  | Colorado Avalanche  | Colorado Avalanche   | Colorado Avalanche  | Colorado Avalanche  | Colorado Avalanche  | Colorado Avalanche  | Colorado Avalanche  | Colorado Avalanche  | Colorado Avalanche  | Colorado Avalanche  | Colorado Avalanche  | Colorado Avalanche  | Colorado Avalanche  | Colorado Avalanche  |  |  |  |
| Winnipeg Jets         | Winnipeg Jets         | Winnipeg Jets         | Winnipeg Jets           | Winnipeg Jets           | Winnipeg Jets           | Phoenix Coyotes         | Phoenix Coyotes         | Phoenix Coyotes         | Phoenix Coyotes         | Phoenix Coyotes         | Phoenix Coyotes         | Phoenix Coyotes         | Phoenix Coyotes         | Phoenix Coyotes         | Phoenix Coyotes         | Phoenix Coyotes     | Phoenix Coyotes     | Phoenix Coyotes     | Phoenix Coyotes     | Phoenix Coyotes     | Phoenix Coyotes     | Phoenix Coyotes     | Phoenix Coyotes     | Arizona Coyotes     | Arizona Coyotes     | Arizona Coyotes     | Arizona Coyotes      | Arizona Coyotes     | Arizona Coyotes     | Arizona Coyotes     | Arizona Coyotes     | Arizona Coyotes     | Arizona Coyotes     |                     |                     |                     |                     |                     |                     |  |  |  |
|                       | San Jose Sharks       |                       |                         |                         |                         |                         |                         |                         |                         |                         |                         |                         |                         |                         |                         |                     |                     |                     |                     |                     |                     |                     |                     |                     |                     |                     |                      |                     |                     |                     |                     |                     |                     |                     |                     |                     |                     |                     |                     |  |  |  |
|                       |                       | Ottawa Senators       |                         |                         |                         |                         |                         |                         |                         |                         |                         |                         |                         |                         |                         |                     |                     |                     |                     |                     |                     |                     |                     |                     |                     |                     |                      |                     |                     |                     |                     |                     |                     |                     |                     |                     |                     |                     |                     |  |  |  |
|                       |                       | Tampa Bay Lightning   |                         |                         |                         |                         |                         |                         |                         |                         |                         |                         |                         |                         |                         |                     |                     |                     |                     |                     |                     |                     |                     |                     |                     |                     |                      |                     |                     |                     |                     |                     |                     |                     |                     |                     |                     |                     |                     |  |  |  |
|                       |                       |                       | Mighty Ducks of Anaheim | Mighty Ducks of Anaheim | Mighty Ducks of Anaheim | Mighty Ducks of Anaheim | Mighty Ducks of Anaheim | Mighty Ducks of Anaheim | Mighty Ducks of Anaheim | Mighty Ducks of Anaheim | Mighty Ducks of Anaheim | Mighty Ducks of Anaheim | Mighty Ducks of Anaheim | Mighty Ducks of Anaheim | Mighty Ducks of Anaheim | Anaheim Ducks       | Anaheim Ducks       | Anaheim Ducks       | Anaheim Ducks       | Anaheim Ducks       | Anaheim Ducks       | Anaheim Ducks       | Anaheim Ducks       | Anaheim Ducks       | Anaheim Ducks       | Anaheim Ducks       | Anaheim Ducks        | Anaheim Ducks       | Anaheim Ducks       | Anaheim Ducks       | Anaheim Ducks       | Anaheim Ducks       | Anaheim Ducks       | Anaheim Ducks       | Anaheim Ducks       | Anaheim Ducks       | Anaheim Ducks       | Anaheim Ducks       | Anaheim Ducks       |  |  |  |
|                       |                       |                       | Florida Panthers        |                         |                         |                         |                         |                         |                         |                         |                         |                         |                         |                         |                         |                     |                     |                     |                     |                     |                     |                     |                     |                     |                     |                     |                      |                     |                     |                     |                     |                     |                     |                     |                     |                     |                     |                     |                     |  |  |  |
|                       |                       |                       |                         |                         |                         |                         |                         | Nashville Predators     |                         |                         |                         |                         |                         |                         |                         |                     |                     |                     |                     |                     |                     |                     |                     |                     |                     |                     |                      |                     |                     |                     |                     |                     |                     |                     |                     |                     |                     |                     |                     |  |  |  |
|                       |                       |                       |                         |                         |                         |                         |                         |                         | Atlanta Thrashers       | Atlanta Thrashers       | Atlanta Thrashers       | Atlanta Thrashers       | Atlanta Thrashers       | Atlanta Thrashers       | Atlanta Thrashers       | Atlanta Thrashers   | Atlanta Thrashers   | Atlanta Thrashers   | Atlanta Thrashers   | Atlanta Thrashers   | Winnipeg Jets       | Winnipeg Jets       | Winnipeg Jets       | Winnipeg Jets       | Winnipeg Jets       | Winnipeg Jets       | Winnipeg Jets        | Winnipeg Jets       | Winnipeg Jets       | Winnipeg Jets       | Winnipeg Jets       | Winnipeg Jets       | Winnipeg Jets       | Winnipeg Jets       | Winnipeg Jets       | Winnipeg Jets       | Winnipeg Jets       | Winnipeg Jets       | Winnipeg Jets       |  |  |  |
|                       |                       |                       |                         |                         |                         |                         |                         |                         |                         | Columbus Blue Jackets   |                         |                         |                         |                         |                         |                     |                     |                     |                     |                     |                     |                     |                     |                     |                     |                     |                      |                     |                     |                     |                     |                     |                     |                     |                     |                     |                     |                     |                     |  |  |  |
|                       |                       |                       |                         |                         |                         |                         |                         |                         |                         | Minnesota Wild          |                         |                         |                         |                         |                         |                     |                     |                     |                     |                     |                     |                     |                     |                     |                     |                     |                      |                     |                     |                     |                     |                     |                     |                     |                     |                     |                     |                     |                     |  |  |  |
|                       |                       |                       |                         |                         |                         |                         |                         |                         |                         |                         |                         |                         |                         |                         |                         |                     |                     |                     |                     |                     |                     |                     |                     |                     |                     |                     | Vegas Golden Knights |                     |                     |                     |                     |                     |                     |                     |                     |                     |                     |                     |                     |  |  |  |
|                       |                       |                       |                         |                         |                         |                         |                         |                         |                         |                         |                         |                         |                         |                         |                         |                     |                     |                     |                     |                     |                     |                     |                     |                     |                     |                     |                      |                     |                     |                     | Seattle Kraken      |                     |                     |                     |                     |                     |                     |                     |                     |  |  |  |
|                       |                       |                       |                         |                         |                         |                         |                         |                         |                         |                         |                         |                         |                         |                         |                         |                     |                     |                     |                     |                     |                     |                     |                     |                     |                     |                     |                      |                     |                     |                     |                     |                     |                     | Utah Hockey Club    |                     |                     |                     |                     |                     |  |  |  |
|                       |                       |                       |                         |                         |                         |                         |                         |                         |                         |                         |                         |                         |                         |                         |                         |                     |                     |                     |                     |                     |                     |                     |                     |                     |                     |                     |                      |                     |                     |                     |                     |                     |                     |                     | Utah Mammoth        |                     |                     |                     |                     |  |  |  |
| 0                     | 1                     | 2                     | 3                       | 4                       | 5                       | 6                       | 7                       | 8                       | 9                       | 0                       | 1                       | 2                       | 3                       | 4                       | 5                       | 6                   | 7                   | 8                   | 9                   | 0                   | 1                   | 2                   | 3                   | 4                   | 5                   | 6                   | 7                    | 8                   | 9                   | 0                   | 1                   | 2                   | 3                   | 4                   | 5                   | 6                   | 7                   | 8                   | 9                   |  |  |  |